# Kjöge, Sang af Ingemann
Kjöge, Sang af Ingemann is een compositie van Niels Gade. Het is een toonzetting van een tekst van Bernhard Severin Ingemann. De muziek is nauwelijks traceerbaar; het is in 1843 uitgegeven door J. D. Qvist. De stemverdeling is 2x tenor, 2x bariton met piano.
Dan Fog, die het uitgegeven oeuvre van Niels Gade heeft gecatalogiseerd, gaf het nummer 126. Op 6 juni 1848 zou het Studentenkoor van Kopenhagen het werk hebben gezongen. Het Studentersangforeningen was destijds een van de belangrijkste koren van Denemarken. Kjöge is de Deense oude spelling voor Køge.